# قصر الغاط
قصر الغاط، قصر أثري تاريخي يقع في الغاط التابعة لمنطقة الرياض وسط المملكة العربية السعودية. القصر جزء من قرية الغاط التراثية.

## الوصف
يعد قصر أو مبنى الإمارة القديم في محافظة الغاط من القصور التاريخية المهمة٬ وكان في الماضي مقرًا لإمارة بلدة الغاط٬ ويقع في البلدة القديمة٬ وهو مبنى مستطيل الشكل يمتد من الجنوب إلى الشمال٬ ويطل على ثلاث واجهات٬ أما الواجهة الشمالية فملتصقة بمبان وبعدها شارع.
وتبلغ أبعاد قصر الغاط كالآتي: الضلع الشرقي نحو 100 متر٬ والجنوبي نحو 35 متر٬ والغربي غير مستقيم٬ وهذه الجهة تطل على طريق الرياض - سدير - القصيم القديم المعبد. أما باب القصر الرئيس فيوجد في الجهة الجنوبية داخل بروز معماري مستطيل الشكل يمتد من الأسفل إلى الأعلى٬ هذا البروز المعماري يقع ضمنه المدخل الرئيس بعرض 3.35 متر على شكل عقد نصف دائري٬ والبروز على شكل مقصورة يتضمن نوافذ في المقدمة والجوانب مثل النوافذ التي في واجهات القصر مستطيلة الشكل.
استخدمت في بناء قصر الغاط مواد البناء التقليدية المحلية مع استخدام بعض مواد البناء الحديثة كالأسمنت والخشب المستورد في الأبواب والنوافذ. القصر مبني من أساسات حجرية على شكل مداميك يعلوها البناء باللبن الطيني والمليس باللياسة بالطين الممزوج بالقش (التبن) وسقف القصر بخشب الأثل وفوقه جريد وسعف النخيل ثم الطين وتحمل السقف أعمدة من الحجارة أسطوانية الشكل٬ وهي تعرف محليًا بالخرز المليسة بالطين ثم الجص وعليها تيجان.

## مكونات القصر
- يتكون القصر من ثلاث وحدات سكنية٬ وهناك مسجد صغير يقع في الركن الجنوبي الغربي له. وتتشابه هذه الوحدات السكنية في التصميم، فتتكون كل واحدة منها من عدد من الغرف ذات الأغراض المختلفة كالجلوس والتخزين والنوم والطبخ٬ وهناك عدد من الفراغات المعمارية من الأفنية والأحواش والمصابيح التي يحيط بعضها بالغرف. الوحدات السكنية الثلاث وان كانت تجعل من القصر وحدة معمارية واحدة٬ إلا أنها تختلف في الحداثة والقدم من حيث البناء، فالوحدة السكنية التي تقع في الجهة الجنوبية من القصر تعد الأقدم في البناء٬ ثم الوحدة الواقعة في الشرق٬ فالوحدة السكنية المطلة على جهة الشرق٬ وجميع هذه الوحدات السكنية مبنية من دورين. وزينت واجهات القصر من الخارج بزخارف طينية وشرفات مثلثة الشكل. وهناك نوعان من النوافذ في الواجهات: مستطيلة الشكل٬ أبعاد الواحدة منها من الأسفل إلى الأعلى 1.50م×0.50 سم. وهذه النوافذ استخدم فيها الخشب المستورد الجديد. ويحيط بكل نافذة إطار من الجص٬ وهي تقع في الدور الثاني من القصر.
- أما النوع الثاني من النوافذ فهي مربعة الشكل أبعادها نحو 40×40 سم٬ وتقع هذه النوافذ في الدور الأرضي٬ وهي فتحات من دون أبواب. وهناك عدد من الميازيب الخشبية في جهات القصر المختلفة؛ وذلك لتصريف مياه الأمطار من السطوح إلى الخارج٬ وعادة يكون طولها نحو المتر٬ وتكون محفورة على شكل مجرى٬ وهي بارزة.[1]
- مر بناء القصر بثلاث مراحل، الجزء الغربي منه المرحلة القديمة، يليها الجزء الملاصق لها من الناحية الشرقية، أما الجزء الشرقي؛ فهو الحديث، وقد انتهت عمارة الجزء في عام 1368هـ في عهد الأمير ناصر بن سعد السديري
- يتكون القصر من ثلاث وحدات سكنية تتشابه في التصميم، وتتكون من العديد من الغرف ذات أغراض متعددة كالجلوس والتخزين والنوم والطبخ والأحواش والمصابيح التي تحيط بالغرف.[2]

## انظر ايضاً
- الغاط
- قصر خزام

## وصلات خارجية
- صورة قصر الغاط